# Sachalin-Stichling
Der Sachalin-Stichling (Pungitius tymensis) ist ein vorwiegend in Kleingewässern lebender Fisch, der auf der russischen Insel Sachalin, auf den südlichen Kurilen und in einigen Regionen der nordjapanischen Insel Hokkaidō vorkommt.

## Merkmale
Der Sachalin-Stichling hat einen schlanken Körper, wird 7 cm lang und ähnelt in seiner Färbung dem Neunstachligen Stichling. Normalerweise besitzt er elf oder mehr (bis zu 13) Dorsalstacheln, in Ausnahmefällen können es auch weniger (minimal 8) sein. Die Rückenflosse wird von 10 bis 11 Weichstrahlen gestützt, bei der Afterflosse sind es 8 bis 12. Der Beckenknochen (Ossa pubis) ist zurückgebildet, Bauchflossenstachel und Weichstrahlen können fehlen. Die Anzahl der Kiemenrechen liegt bei 8 bis 11. Auf den Körperseiten befinden sich keine vergrößerten Schuppen. Die Anzahl der Schuppen rund um den Schwanzstiel beträgt 5 bis 8. Die Schwanzflosse ist abgerundet. Von den 33 bis 35 Wirbeln der Art sind 14 bis 16 Präcaudalwirbel.

## Verbreitung und Lebensraum
Der Sachalin-Stichling lebt in Kleinstgewässern. Wie alle Stichlinge baut er zur Laichzeit ein Nest aus Pflanzenmaterial knapp über dem Gewässerboden und zeigt ein ausgeprägtes, zum Teil sehr komplexes Brutpflegeverhalten.